# Жибров Олександр Олександрович
Олександр Олександрович Жибров (нар. Миколаїв, Українська РСР, СРСР — пом. 24 лютого 2022, смт Чаплинка, Херсонська область, Україна) — підполковник, командир авіаційної ескадрильї 299 БрТА Збройних Сил України, учасник російсько-української війни, що загинув у ході російського вторгнення в Україну у 2022 році. 

## Життєпис
Народився у м. Миколаєві. Батько — військовий льотчик, учасник війни в Афганістані, полковник у відставці Олександр Володимирович Жибров. Обидва діди, дядько — військові льотчики.
Випускник кропивницької школи №8 вступив до Харківського інституту повітряних сил. 
За штурвалом — з 1998 року, обіймав посаду командира ескадрильї 299-ї штурмової бригади авіації. Навчав молодих льотчиків.
З 2014 року неодноразово літав у зону бойових дій.
24 лютого 2022 року, в ході відбиття російського вторгнення в Україну, на своєму СУ-25 з бортовим номером 19, поблизу смт Чаплинки на Херсонщині, встиг скинути бомби на колону ворожої понтонної техніки, що прямувала з Криму до Херсону. То були понтонні машини для переправ. Після цього вже охоплений полум'ям літак упав прямо на цю ж колону.
Тіло загиблого пілота біля уламків літака знайшли місцеві мешканці смт Чаплинки тимчасово окупованої Херсонської області. Там же він був і похований.
Перепохований на Далекосхідному кладовищі у Кропивницькому. 
Залишилися дружина та 13-річна донька.

## Нагороди
- орден «Богдана Хмельницького» III ступеня (2022, посмертно) — за особисту мужність і самовіддані дії, виявлені у захисті державного суверенітету та територіальної цілісності України, вірність військовій присязі.
- Медаль за 10,15,20 років сумлінної служби.
- Медаль ветеран служби за 25 років.